# 爱德华·劳勒
爱德华·劳勒Edward E. Lawler，美国心理学家、行为科学家、人力资源管理专家，1968年与莱曼·波特一起在《管理态度和成绩》中提出期望激励理论。

## 生平
在美国布朗大学获学士，在加利福尼亚大学伯克利分校获博士，曾执教于耶鲁大学，任密歇根大学心理学教授和社会研究所组织行为室主任，兼任西雅图的巴特勒纪念研究所人类事务所研究中心访问学者。

## 主要著作
- 与莱曼·波特合著的《管理态度和成绩》1968
- 与莱曼·波特合著的《成绩对工作满足的影响》1967